# Романо еси
„Романо еси“ (в превод „Цигански глас“) е български вестник, издаван в София през 1946 – 1950 година.
Създаден е като официално издание на циганската организация „Екипе“ и се ръководи от нейния председател Шакир Пашов, който е и автор на около половината съдържание. Първият му брой е издаден на 25 февруари 1946 година, като първоначално се планира да излиза два пъти месечно, но в действителност изданията са много нередовни, като до април 1948 година излизат 10 броя. Почти цялото съдържание на вестника е на български и има подчертано пропаганден характер.
През 1949 година Шакир Пашов изпада в немилост и е отстранен от ръководството на вестника, който е преименуван на „Нево дром“ („Нов път“) и издава още няколко броя до окончателното му закриване през 1950 година.